# Emil Franz Rössler
Emil Franz Rössler oder Rößler (auch Emil Rössler; * 5. Juni 1815 in Brüx; † 5. Dezember 1863 in Sigmaringen) war ein deutsch-böhmischer Rechtshistoriker, Hochschullehrer und Bibliothekar.

## Leben
Rössler war Sohn eines Justiziars. In seiner Kindheit profitierte er von der regen Reisetätigkeit seines Vaters. Er studierte an der Universität Prag die Rechtswissenschaft und wurde dort 1842 mit der Dissertation Über das Ausgedinge auf Bauerngütern promoviert. Er war kurzzeitig Konzeptspraktikant bei der Böhmischen Kammerprokuratur. 1843/1844 vertrat er als Supplent den Lehrstuhl für österreichisches bürgerliches Recht an der Prager Universität. Er befasste sich mit Archivforschung zu alten Rechtsdokumenten und etablierte sich im germanistischen Zweig seines Fachs. 1846 nahm er auf Einladung von Jakob Grimm, an der ersten Germanistenversammlung in Frankfurt am Main teil. 1846 war er kurzzeitig Dozent der Rechtsgeschichte an der Universität Prag. Dort wurde allerdings die Rechtsgeschichte erst 1855 offiziell in den Studienplan aufgenommen. 
Rössler ging 1846 nach Wien. Dort hatte er von 1846 bis 1848 versuchsweise die Dozentur für Geschichte des Rechts in Österreich an der Universität Wien inne, da man die österreichische Rechtsgeschichte an der Wiener Universität einführen wollte. Allerdings konnte er einerseits nicht mit seinen rhetorischen Fähigkeiten überzeugen, andererseits durchkreuzte die Revolution von 1848/1849 seine Forschungs- und Lehrtätigkeit in Wien. So gingen beispielsweise seine Notitia bonorum ecclesiae Frisingensis in Austria nicht in den Druck. In dieser Zeit schloss er sich in Wien dem Verein der Deutschen aus Böhmen, Mähren und Schlesien zur Aufrechterhaltung ihrer Nationalität an.
Rössler wurde 1848 für Saaz in die Frankfurter Nationalversammlung gewählt, der er bis 1849 angehörte. Er war zunächst Mitglied der Fraktion des Württemberger Hofs (linkes Zentrum) und wechselte zur Fraktion Augsburger Hof (rechtes Zentrum). 1849 stimmte er schließlich, nach anfänglichem Zögern, für die Paulskirchenverfassung, was ihm schließlich aber auch eine Rückkehr an österreichische Universitäten unmöglich machte. 
Rösslers Versuche eine Stelle an einer Universität in Österreich zu erhalten blieben alle erfolglos. So verdingte er sich von 1849 bis 1858 als Privatdozent für Rechtsgeschichte und Agrarrecht sowie als Universitätsbibliothekar an der Universität Göttingen. Als Bibliothekar wechselte er 1858 an die Universität Erlangen. Auf Vermittlung von Maximilian Duncker kam er schließlich, zur Verbesserung der finanziellen Lage der jungen Familie, als Hofrat und Hofbibliothekar zu Fürst Karl Anton von Hohenzollern-Sigmaringen nach Sigmaringen. Allerdings war Rössler von Depressionen geplagt und nahm sich am 5. Dezember 1863 in einem Waldstück in Sigmaringen das Leben. Er hinterließ seine Ehefrau und einen Sohn.
Rössler besaß eine umfangreiche Privatbibliothek und war ab 1853 Mitglied der Königlich böhmischen Gesellschaft der Wissenschaften.

## Werke (Auswahl)
- Über das Ausgedinge auf Bauerngütern, Haase, Prag 1842.
- Deutsche Rechtsdenkmäler aus Böhmen und Mähren: eine Sammlung von Rechtsbüchern, Urkunden und alten Aufzeichnungen zur Geschichte des deutschen Rechts, 2 Bände, Calve, Prag 1845–1852 (mit einem Vorwort von Jakob Grimm).
- Über die Bedeutung und Behandlung der Geschichte des Rechts in Oesterreich, Calve, Prag 1847.
- Göttingen: Umrisse einer Beschreibung und Geschichte der Stadt, der Universität, der Umgebung, der wissenschaftlichen und insbesondere naturwissenschaftlichen und medicinischen Institute, Huth, Göttingen 1854.
- Die Gründung der Universität Göttingen: Entwürfe, Berichte und Briefe der Zeitgenossen, Vandenhoeck & Ruprecht, Gögtingen 1855.